# Lugarn
Logarn är en bebyggelse på nordvästra delen av Tosterön vid Mälaren i Strängnäs kommun. Från 2015 avgränsar SCB här en småort.